# 阿尔滕格兰
阿尔滕格兰是德国莱茵兰-普法尔茨州的一个市镇。总面积13.61平方公里，总人口2806人，其中男性1387人，女性1419人（2011年12月31日），人口密度206人/平方公里。